# 디자인융합전문대학원
디자인융합전문대학원은 제4차 산업혁명시대에 신산업 및 주력산업 분야에서 필요로 하는 신기술에 대한 이해와 디자인 실무역량, 통합적 문제해결 능력을 겸비한 디자인-기술 융합형 석·박사급 고급 인력을 양성하는 창조혁신형 디자인고급인력양성사업에 선정된 대학원을 말한다. 2015년부터 산업통상자원부가 총괄, 한국산업기술진흥원이 전담하고 한국디자인진흥원이 주관하였다.
학생에게 글로벌 교육의 기회와 국내외 취·창업 지원 프로그램 등을 제공할 뿐만 아니라, 국제디자인융합캠프, 해외 유수 디자인대학과의 공동 워크숍, 해외 취업과 창업 상담회 및 세미나, 디자인코리아페스티벌에서 성과물 전시 등 다양한 통합 교육 및 행사를 운영하고 있으며, 수혜 학생들에게는 장학금, 디자인-기술 융합 교육 커리큘럼, 기업 수요 기반의 산학 프로젝트, 해외 대학과 복수학위 등을 제공하고 있다.

## 현황
- 2015년 서울과학기술대학교 나노IT디자인융합대학원, 울산과학기술원 디자인-공학융합전문대학원, 한서대학교 국제디자인융합전문대학원으로 3개 대학원이 선정되었다.
- 2018년 국민대학교 테크노디자인전문대학원, 연세대학교 커뮤니케이션대학원, 한국산업기술대학교 지식기반기술에너지전문대학원, 홍익대학교 국제디자인전문대학원 등 4개 대학원이 추가 선정되었다.[3]
- 2018년 2018년 국제디자인융합캠프를 개최, 디자인융합전문대학원 수혜학생과 전 세계 15개국, 23개교로 기업 및 학생, 튜터 등 총 87명이 참여한 디자인-공학 융합 역량 강화 및 네트워크 형성을 위한 통합 프로그램을 운영했다.[4]

| 구분        | 단위 | 1차년도 (2015) | 2차년도 (2016) | 3차년도 (2017) | 4차년도 (2018) | 5차년도 (2019) | 계  |
| ----------- | ---- | -------------- | -------------- | -------------- | -------------- | -------------- | --- |
| 수혜 인원수 | 명   | 48             | 94             | 98             | 182            | 223            | 645 |